# Fransk filosofi
Fransk filosofi er filosofi fra Frankrig og de øvrige fransktalende lande. Den franske filosofi har været mangfoldig og har i stort omfang påvirket den vestlige filosofis udvikling siden middelalderen.
Fransk filosofi dækker således over den filosofiske tankegang, der er opstået i Frankrig og har haft en betydelig indflydelse på vestlig filosofi. Den franske filosofi omfatter en bred vifte af tænkere, ideer og bevægelser, der har haft betydning gennem historien. Fransk filosofi har ydet vigtige bidrag til flere forskellige filosofiske områder, og herunder stammer de filosofiske retninger eksistentialisme, strukturalisme, poststrukturalisme og dekonstruktion fra Frankrig. Tænkere som René Descartes, Jean-Jacques Rousseau, Voltaire og Jean-Paul Sartre er blandt de mange filosoffer, der er knyttet til Frankrig.

## Kendetegn
Den franske filosofi hører til den vestlige filosofi og har overvejende bestået af akademisk filosofi. Den franske fagfilosofi har været mangfoldig og har ry for sin kompleksitet, teoretiske dybde og sit engagement i kulturelle og politiske spørgsmål. Den har spillet en væsentlig rolle i at forme nutidens fagfilosofiske diskussioner, og den fortsætter med at være et vigtigt felt for intellektuel udforskning. Fransk filosofi har også været direkte praktiseret som for eksempel inden for psykoanalyse.

## Middelalder
Fra middelalderen kendes blandt andet hos Pierre Abelard. Han var en fransk filosof, teolog, komponist og digter, som gerne omtales for for sit tragiske kærlighedsforhold til Héloïse. Han blev dømt for kætteri

## Nyere tid
Den franske filosof Michel de Montaigne udgav i 1580 det første bind af sine filosofiske essays. Det udkom i alt tre bind med en samling korte tekster med ham selv som undersøgelsens objekt. Essais betyder på fransk både eksperiment, stillen på prøve, forsøg, øvelse og erfaring.
Den mest kendte franske filosof har været René Descartes, der havde stor betydning for filosofiens historie. Han regnes ofte som grundlægger af nyere filosofi og har haft stor betydning for videnskaben. Han grundlagde også den analytiske geometri. Descartes formulerede den moderne udformning af dualismen. Han sagde, at alt tilhører en af to substanser, nemlig den tænkende substans (latin: res cogitans) eller den udstrakte substans (latin: res extensa).
Den moderne vestlige pædagogiske filosofi blev grundlagt af franskmanden Jean-Jacques Rousseau med hans udgivelse af bogen Emile i 1762. Her rettes blikket mod opdragelsen af barnet til at kunne fungere som et frit menneske. Rousseau skrev også om politisk filosofi, der fik en stor betydning.

## Moderne tid
Den nyere franske fagfilosofi har haft en stor indflydelse og regnes som en del af den kontinentale filosofi. Vigtige nyere franske fagfilosoffer er blandt andre Maurice Merleau-Ponty, Gilles Deleuze og Jacques Derrida. Strukturalisme og postmodernisme samt dekonstruktion er blandt nogle af de filosofiske retninger, der er opstået i Frankrig.

### Eksistentialisme og det absurdes filosofi
Blandt de vigtigste moderne franske filosoffer er Jean-Paul Sartre. Han grundlagde den franske eksistentialisme, som har fokus på menneskets eksistens. Her betones valget. Mennesket er således et frit væsen, som har ansvar for sit eget liv. Sartre var tæt forbundet med Simone de Beauvoir, der også var eksistentialistisk filosof og forfatter.
En anden var Albert Camus, der ikke var en del af eksistentialismen, men forsvarede en anden form for humanisme. Hans filosofiske hovedværk er Sisyfos-myten, som sætter søgelys på selvmord. Sisyfos-myten handler om erfaringen af det absurde i fraværet af Gud. Løsningen er at gøre oprør i stedet for at tage livet af sig.

### Strukturalisme og poststrukturalisme
Den franske strukturalisme blev grundlagt af Ferdinand de Saussure, der undersøgte sproget. Den er især blevet brugt i sprogvidenskaben, litteraturvidenskaben og antropologien, og den har et fokus på strukturer i sprog og liv.
Den senere poststrukturalisme findes blandt andet hos den franske fagfilosof Michel Foucault, der dog ikke anvendte betegnelsen. Han var kendt for sine idehistoriske analyser af blandt andet psykiatrien og fængslet. Foucault fik en meget stor indflydelse på blandt andet samfundsvidenskab. I slutningen af sit liv blev Foucault optaget af antik filosofi, seksualitet og spiritualitet.

### Dekonstruktion
Dekonstruktionisme er en filosofisk tilgang, der oprindeligt blev udviklet af den franske filosof Jacques Derrida. Dette komplekse og indflydelsesrige intellektuelle perspektiv udfordrer traditionelle opfattelser af sprog, viden, og virkelighed. Dekonstruktionismen opstod i 1960'erne og 1970'erne som en reaktion mod strukturalismen og har haft stor indflydelse på litteraturkritik, filosofi, kulturteori og andre områder.
Derrida udfordrede idéen om, at sprog fungerer som en neutral repræsentation af virkeligheden. Han hævdede, at sprog er fuld af modsætninger og tvetydigheder og at det ikke kan fungere som en klar eller stabil kilde til mening. Dekonstruktionisme fokuserer på at undersøge, hvordan sproget skaber betydning og hvordan det kan give anledning til modsætninger.
Derrida kritiserede tendensen til at opfatte verden i binære modsætninger som for eksempel god/ond, mand/kvinde, kultur/natur. Han påpegede, at disse modsætninger ofte er hierarkiske og kan være grundlaget for magtstrukturer. Dekonstruktionisme søger at undersøge og destabilisere disse binære modsætninger.
En central idé i dekonstruktion er idéen om, at der ikke er nogen faste referentpunkter eller faste betydninger. Derrida udfordrede forestillingen om en stabil virkelighed eller et absolut punkt af reference og hævdede, at betydninger er flydende og kontekstafhængige.
Dekonstruktionisme betoner tvetydighed og spænding i tekst og tanke. Dette indebærer, at man undersøger modsætninger og kompleksiteter i stedet for at søge efter klare svar eller endegyldige betydninger.
Derrida og andre dekonstruktivister fremhæver vigtigheden af at anerkende mangfoldighed og fragmentering i tanken. Dette indebærer at undersøge forskellige perspektiver og undgå at reducere komplekse fænomener til en enkelt, fast betydning.

### Postmodernisme
Postmodernismen er en tilgang, der blev grundlag af den franske filosof Jean-Francois Lyotard. Den gjorde op med modernismens tanke om, at der findes store fortællinger, som kan forklare historiens og samfundets udvikling. I den forbindelse indebærer den en mistro over for begreber som sandhed og viden.
En anden franske postmodernist Jean Baudrillard hævder i Simulacra and Simulations, at virkeligheden i konventionel forstand ikke længere eksisterer. Den er blevet fortrængt af en endeløs række af forfalskninger. Massemedierne og andre former for kulturel masseproduktion omdefinerer konstant kendte kulturelle symboler og billeder, hvilket fanger vores opmærksomhed i det hyperreelle.

### Feministisk filosofi
Forfatteren og filosoffen Simone de Beauvoir gik over til feminismen i 1946, hvor arbejdet med hendes mest centrale værk Det andet køn begyndte. Heri argumenterer hun for, at kvinden er blevet undertrykt gennem historien, hvor hun er blevet holdt uden for anerkendelseskampen. I en lang årrække efter udgivelsen understregede Simone de Beauvoir på det kraftigste sin analytiske tilgang til emnet, som ikke måtte forveksles med en ren feministisk indgangsvinkel. Først 10 år efter udgivelsen erklærede Simone de Beauvoir sig offentligt som feminist og i 1960'erne og 1970'ernes franske kvindebevægelse, Mouvement de la Libération des Femmes blev hun en aktiv skikkelse. Beauvoir regnes for en vigtig repræsentant for anden-bølge-feminismen og den eksistentielle feminisme.
Andre vigtige repræsentanter for anden bølge feminismen var Bracha Lichtenberg Ettinger, samt de tre filosoffer Hélène Cixous, Julia Kristeva og Luce Irigary, der alle havde et freudiansk eller lacaniansk fokus. Disse franske feminister ønskede at fraskrive sig en dominerende maskulinitet i skriften, som de mente var fremmedgørende for kroppen. Derfor ønskede de at definere et kvindeligt sprog og en kvindelig skrift, der ikke lå under for undertrykkende og fallocentriske idealer som de mente gjorde sig gældende generelt i skriften. Det lå bag begrebet Écriture féminine som både tilskrives Hélène Cixous, Luce Irigaray og Julia Kristeva.
Filosoffen Hélène Cixous var både inspireret af Derrida og Lacan og mente, at såvel fagfilosofien som skriftsproget var for maskulin og fallosfokuseret, mens kvinder først og fremmest blev påvirket til at være kvinder gennem skrift og sprog. Cixous mener at kvinder altid er blevet forbundet med passivitet i vestlige traditioner inden for filosofi, teori om litterær kritik, og at det aldrig bliver "kvindens tur" til at tale.
Den samme inspiration fra Lacan og Derrida havde den franske filosof Luce Irigaray, som også var en vigtig repræsentant for den poststrukturalistiske feminisme, der har sine rødder i fransk filosofi og opfatter kønnet som en social konstruktion. Irigaray blev kendt for kritikken af patriarkatet i sine tidligere værker Speculum. De l’autre femme (Editions de Minuit, 1974) og Ce sexe qui n’en est pas un (Editions de Minuit, 1977)
Françoise d'Eaubonne var en derimod en samtidig fransk forfatter og radikal feminist, der havde et andet mere naturorienteret perspektiv. Hendes bog Le Féminisme ou la Mort fra 1974 introducerede udtrykket 'økofeminisme'. Økofeminismen lægger vægt på naturens og miljøets betydning for kvinders liv. Tilgangen, der blev skabt af d'Eaubonne, tager udgangspunkt i, at der er en sammenhæng mellem mandssamfundets kvindeundertrykkelse og nutidens økologiske katastrofe. Det kvindelige perspektiv er derimod bedre i overensstemmelse med naturen. Françoise d'Eaubonne grundlagde desuden Front homosexuel d'action révolutionnaire, en homoseksuel revolutionær alliance i Paris.

### Spirituel filosofi og materialismekritik
Simone Weil var en katolsk fransk filosof og mystiker der blandt andet udgav Rodfæstelsen, der udkom posthumt i 1949. Her viser hun, at nu tidens største problem er rodløshed, der skyldes falske idealer, som materialismen har påtvunget menneskene.
Andre Comte-Sponville afviste den traditionelle ateismes materialisme, da han fremførte en spirituel ateisme. Denne tilgang kom til udtryk med hans bog L'esprit de l'athéisme fra 2006.

### Filosofisk psykiatri, psykoanalyse og pædagogik
Eugene Minkowski var en vigtig fransk repræsentant for eksistentiel psykiatri, der integrerede filosofi i behandling af skizofreni.
Psykoanalysen fik også en vigtig filosofisk betydning i Frankrig. Kernen i fransk psykoanalyse som filosofi kan opsummeres som en betoning af det ubevidste sind, sprog og symboler i forståelsen af menneskets psyke. Filosoffer som Jacques Lacan integrerede psykoanalytiske begreber i deres arbejde for at udforske sociale strukturer og subjektivitet. Lacan introducerede begreber som spejlstadiet, det symbolske register og ideen om, at menneskeligt begær har sin rod i en grundlæggende mangel. Hans arbejde har haft betydelig indflydelse på områder som litteratur og kulturstudier.
Franske Oscar Brenifier har haft stor betydning for filosofi med børn. Han taler for en meget direkte diskussion i skolen. Han har blandt andet lavet en serie af tænk-selv bøger, der er en hjælp til voksne, som vil tale filosofisk sammen med børn.

## I Danmark
Fransk filosofi har haft en betydelig indflydelse på Danmark gennem forskellige perioder i historien, og mange hovedværker fra franske filosoffer er oversat til dansk.
I løbet af oplysningstiden blev ideer fra franske filosoffer som Voltaire, Montesquieu og Rousseau udbredt i Europa, herunder også i Danmark. Disse filosoffers tanker om individets rettigheder, ytringsfrihed, lighed og demokrati påvirkede dansk intellektuel og politisk tænkning.
I det 20. århundrede blev eksistentialismen, især repræsenteret af filosoffer som Jean-Paul Sartre og Simone de Beauvoir, populær i Danmark. Eksistentialismen fokuserer på individets frihed, ansvar og meningsdannelse i en absurd verden. Disse ideer fik indflydelse på dansk litteratur, teologi og filosofi, og nogle danske intellektuelle identificerede sig med eksistentialistiske tanker.
Fransk postmodernistisk tænkning, især repræsenteret af filosoffer som Jacques Derrida, Jean Baudrillard og Jean-François Lyotard, har haft en betydelig indflydelse på dansk humaniora og kulturstudier. Ideer om dekonstruktion, magtanalyse og mangfoldighed har præget dansk akademisk og kulturel diskurs.
Fransk poststrukturalisme, med fokus på sprog, magt og diskurs, har haft en betydning i dansk litteraturteori, sociologi og kulturstudier. Filosoffer som Michel Foucault har været centrale i diskussionen om sociale institutioner og magtforhold i Danmark.
Søren Gosvig Olesen er en af de moderne danske filosoffer, der har været med til at udbrede den franske filosofi i Danmark. Olesen udgav blandt andet i 2021 2. udgave af bogen Filosofien i Frankrig, der giver en fyldig introduktion til fire udvalgte franske filosoffer. Desuden har Jacob Dahl Rendtorff og Jesper Myrup tidligere udgivet indføringer i moderne fransk filosofi. Endelig har Oscar Brenifiers bøger til børn haft stor udbredelse.

## Store franske filosoffer
- Pierre Abelard
- Michel de Montaigne
- Blaise Pascal
- Rene Descartes
- Jean-Jacques Rousseau
- Denis Diderot
- Francois de Voltaire
- Auguste Comte
- Eugene Minkowski
- Simone Weil
- Louis Althusser
- Jean-Paul Sartre
- Simone de Beauvoir
- Albert Camus
- Maurice Merleau-Ponty
- Gilles Deleuze
- Jacques Derrida
- Michel Foucault
- Jean Baudrillard
- Jean-Luc Nancy
- Andre Comte Sponville